# جو کوتریل
جو کوتریل (انگلیسی: Joe Cottrill; ۱۴ اکتبر ۱۸۸۸ – ۲۶ اکتبر ۱۹۷۲) ورزشکار دو و میدانی اهل بریتانیا بود.